# 奧什格爾海崖
76°24′S 111°48′W / 76.400°S 111.800°W
奧什格爾海崖（英語：Oeschger Bluff）是南極洲的海崖，位於瑪麗伯德地，處於塔卡黑火山東南部，美國地質調查局根據測量和該國海軍的空中照片繪入地圖，現時由南極條約體系管理。